# Половецкое (Ярославская область)
Полове́цкое — село в Переславском районе Ярославской области при речке Смородиновке (приток Сольбы).
Постоянное население на 1 января 2007 года — 29 человек.

## История до революции
Село Половецкое было сперва посёлком пленных половцев, захваченных южно-русскими князьями в XI—XII столетиях.
Село Половецкое известно со Смутного времени. В 1623 году царь Михаил Фёдорович пожаловал село Переславскому Никитскому монастырю, за которым оно состояло до секуляризации 1764 года.
Церковь в Половецком стояла ещё до 1611 года: «была церковь Св. пророка Илии, сгорела в Литовское разорение». В 1679 году на монастырские средства построена была новая церковь, перевезённая из монастырского села Филимонова. Новая церковь была освящена в честь Рождества Пресвятой Богородицы. По описи 1702 года это была довольно бедная деревянная церковь, при ней даже не было колокольни, а просто на 2 столбах висели 2 колокола. В 1711 году эта церковь была перестроена и освящена в честь того же праздника. В 1770 году церковь перестраивали вновь, и в новой церкви устроено два престола: главный в честь Рождества Пресвятой Богородицы, а в приделе во имя святого пророка Илии, а заодно устроена была и деревянная колокольня.
В 1819 году на средства прихожан вместо устроен каменный храм с колокольнею. Престолов в этой церкви три: в холодной в честь Рождества Пресвятой Богородицы, в приделах тёплых во имя святого пророка Илии и святого Евангелиста Луки.
В селе Половецком с 1883 года была земская народная школа.

## Начало XX века
В революцию 1905 года половецкие крестьяне присоединились ко крестьянскому союзу. Но после поражения революционных сил жить стало намного хуже. Везде звучали жалобы на малоземелье и безлесье, на бесправие и темноту.
Пользуясь нуждой крестьян, кулаки скупали землю половецких крестьян за бесценок. В 1906 году крестьянин Павел Степанов продал свой надел кулаку А. Шишову по 17 рублей за десятину, в пять раз дешевле рыночной цены. Зимний извоз стал для крестьян настоящей мукой. Кустарная работа приносила нищенский заработок, «спускаясь до 1 копейки за 1 час работы».
В конце 1909 года здесь появилось кредитное товарищество. Пай стоил 65 рублей, внести его могли только кулаки. В потребительский кооператив крестьяне тоже не могли вступить, потому что пай стоил 5,5 рублей. Кооперативной лавкой заправляли кулаки.
27 декабря 1911 года в Половецкой волости создана касса мелкого кредита, которая помогла бедному крестьянству. Под давлением кулаков она не открывалась до ноября, и бедные крестьяне были вынуждены обращаться за ссудой в уездный город.
Многие крестьяне не имели права учить своих детей, потому что не могли заплатить 30 копеек на сторожа и 50 копеек на дрова для школы за год.

## Советский период
В 1951 году колхоз «Верный путь» продал государству 2342 кг семян клевера. Это на 20 % больше, чем весь Переславский уезд продал земству в 1910 году.

## Население
| 1859 | 1905 |
| ---- | ---- |
| 309  | 378  |

| 1859 | 1905 | 1926 | 2007 | 2010 |
| ---- | ---- | ---- | ---- | ---- |
| 309  | ↗378 | ↘376 | ↘29  | ↘22  |